# Friedhofskapelle (Frößnitz)

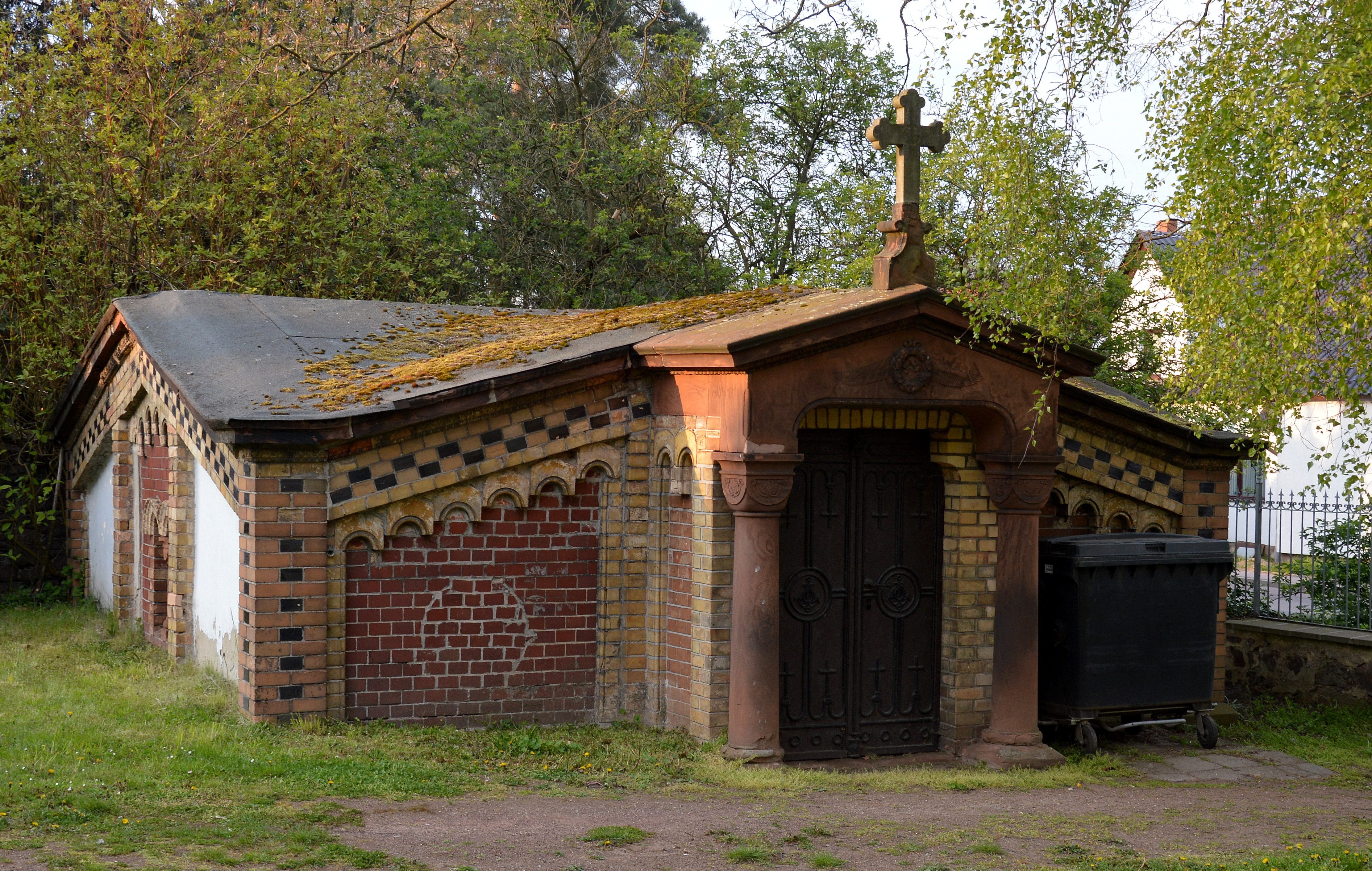
Friedhofskapelle Frößnitz, Blick von Süden

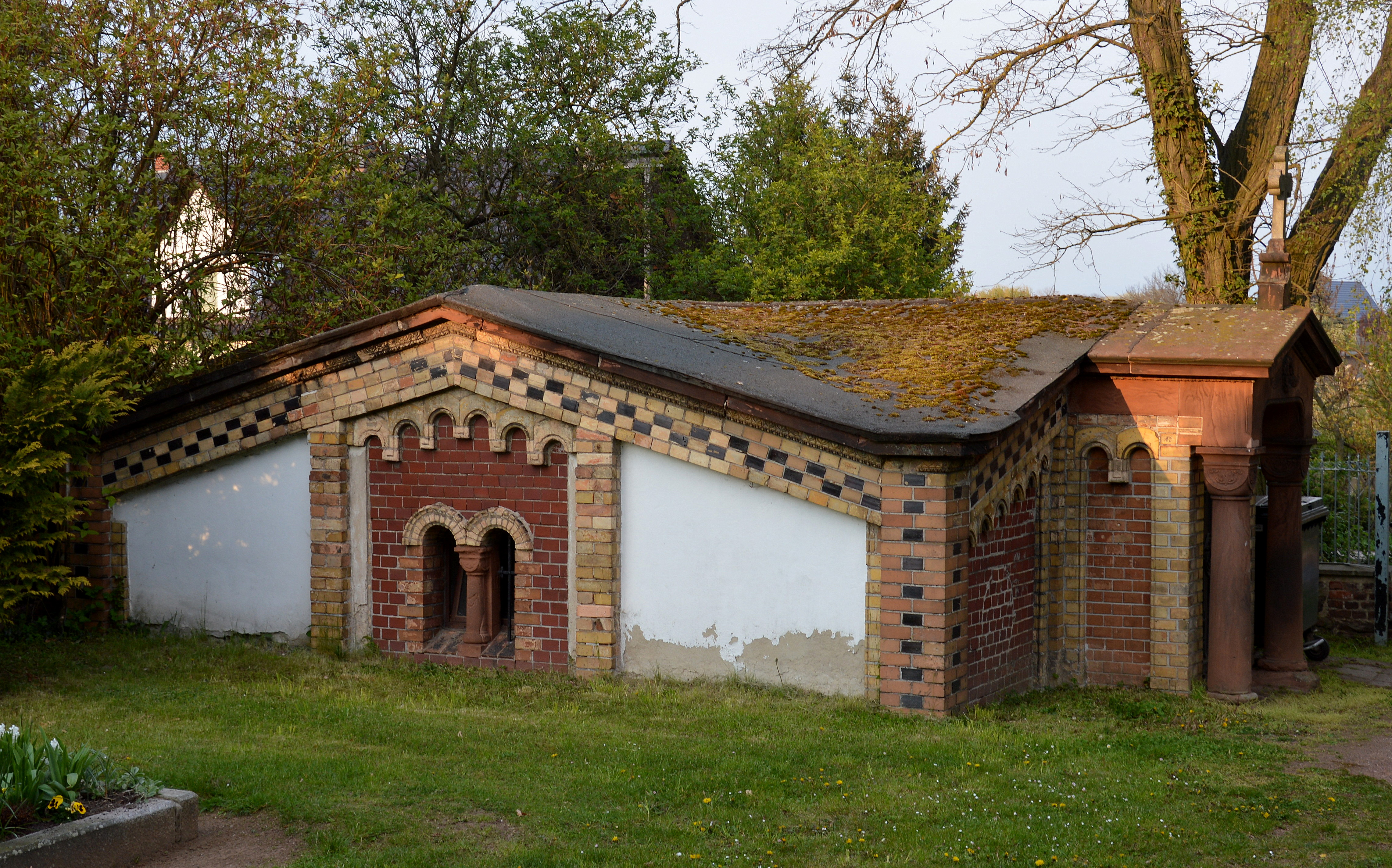
Blick von Westen

Die Friedhofskapelle ist ein denkmalgeschütztes Kapelle im zur Gemeinde Petersberg gehörenden Dorf Frößnitz in Sachsen-Anhalt.

## Lage
Sie befindet sich auf dem Friedhof Frößnitz unmittelbar westlich der Köthener Landstraße, nördlich des dortigen Friedhofseingangs.

## Architektur und Geschichte
Die kleine Kapelle wurde Ende des 19. Jahrhunderts im Stil der Neoromanik errichtet. Die verwandten Schmuckformen lehnen sich an die Gestaltung der Kirche in Petersberg an.
Im örtlichen Denkmalverzeichnis ist die Kapelle unter der Erfassungsnummer 094 55310 als Baudenkmal verzeichnet.